# 동면 (대덕군)
동면은 충청남도 대덕군에 있었던 행정 구역으로, 현재의 대전광역시 동구 일부(대청동)이다.

## 역사
1914년의 행정구역과 현재의 행정구역 비교
| 조선총독부령 제111호 |                                                     |
| 구 행정구역          | 신 행정구역                                         |
| 회덕군 동면          | 동면 비룡리, 세천리, 신상리, 신하리, 용계리, 주산리 |
| 회덕군 주안면        | 동면 내탑리, 사성리, 신촌리, 오동리, 주촌리, 추동리 |
| 회덕군 일도면        | 동면 마산리, 직동리, 효평리                         |

- 1914년 대전군 동면
- 1935년 대덕군 동면
- 1989년 1월 1일 대전직할시 편입 추동, 세천동으로 분리하여 행정동 설치
- 1998년 10월 13일 과소동 통합으로 2개의 행정동이 대청동으로 통합

## 같이 보기
- 대청동
- 산내면